# Dolichocephala bartaki
Dolichocephala bartaki är en tvåvingeart som beskrevs av Wagner 1998. Dolichocephala bartaki ingår i släktet Dolichocephala och familjen dansflugor. Inga underarter finns listade i Catalogue of Life.